# Fânațele Silivașului
Fânațele Silivașului – wieś w Rumunii, w okręgu Bistrița-Năsăud, w gminie Silivașu de Câmpie. W 2011 roku liczyła 91 mieszkańców.